# Fischach
Fischach là một đô thị ở huyện Augsburg bang Bayern nước Đức. Đô thị Fischach có diện tích 30,1 km², dân số thời điểm ngày 31 tháng 12 năm 2006 là 4671 người.